# Hallgerður Gísladóttir

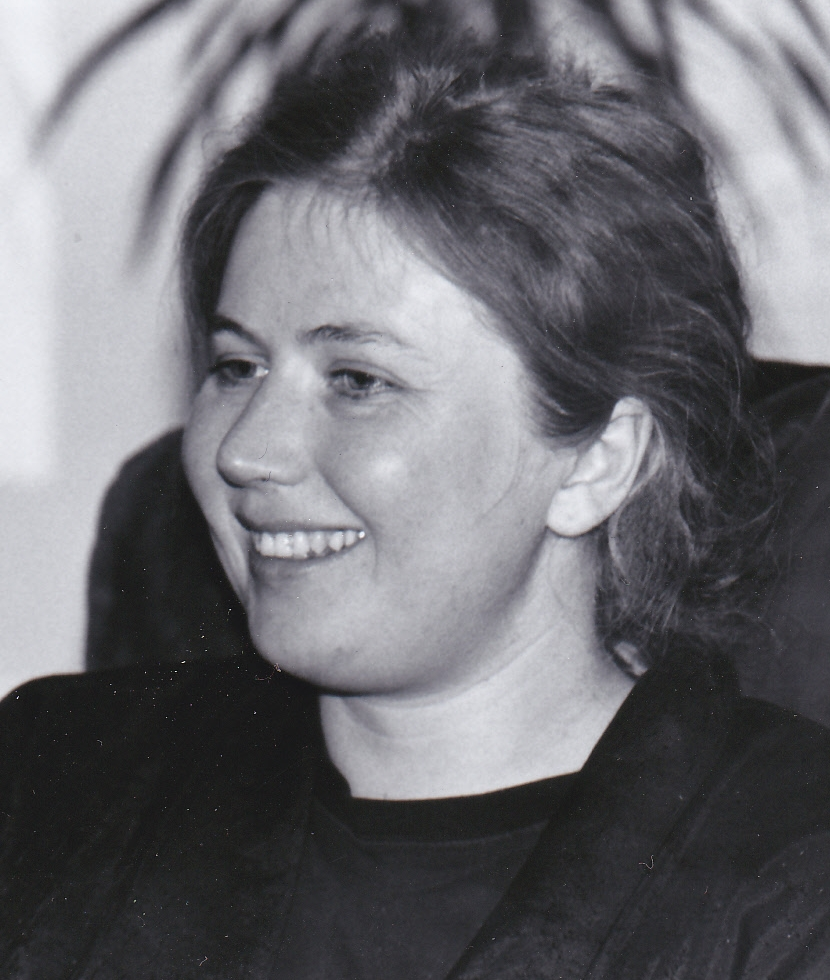
Hallgerður Gísladóttir 1990

Hallgerður Gísladóttir (geb. 28. September 1952 in Norðfjörður, Island; gest. 1. Februar 2007 in Reykjavík, Island) war eine isländische Ethnologin, Anthropologin und Dichterin. Sie war auf isländische Essenstraditionen und Gastronomie und von Menschen gegrabene Höhlen spezialisiert.

## Jugend und Ausbildung
Hallgerður Gísladóttir war das mittlere von neun Geschwistern. Nach der Grundschule besuchte sie 1969 bis 1970 in Silkeborg eine Haushaltsschule. Sie studierte 1974 bis 1975 Anthropologie und Geschichte an der University of Manitoba in Winnipeg, Kanada. Sie erhielt ihren Bachelor 1981 und ihren Candidata magisterii 1991 an der Universität Island. Sie hatte sich auf isländische Essens- und Gastronomietraditionen spezialisiert.

## Karriere
Hallgerður Gísladóttir arbeitete in der Abteilung für Ethnologie des Isländischen Nationalmuseums. 1995 wurde sie Leiterin der Abteilung und später Managerin der ethnologischen Sammlungen. 1991 war sie Mitautorin eines Buches über von Menschen geschaffene Höhlen Islands. 1999 gab sie das Buch Icelandic Food Heritage (Íslensk matarhefð) heraus, für das sie wissenschaftliche Preise erhielt sowie für den Isländischen Literaturpreis nominiert wurde.
Hallgerður Gísladóttir machte eine Serie von Fernsehsendungen für das isländische Fernsehen über traditionelle isländische Nahrung und Kochmethoden und über isländische Weihnachtstraditionen. Des Weiteren erschienen mehrere Sendungen für das isländische Radio zu ähnlichen Themen. Für viele Jahre unterrichtete Hallgerður in Kursen über traditionelle Nahrung und Kochen an den Geschichts- und Folklorefakultäten der Universität Island, veröffentlichte wissenschaftliche Arbeiten und hielt Vorlesungen in Island und anderen Ländern. Sie veröffentlichte viele Artikel über ihr Thema in isländischen und ausländischen Journalen.
Hallgerður Gísladóttir war Dichterin. Ihr Gedichtbuch Into the Light (Í ljós) erschien 2004. Sie veröffentlichte auch einzelne Gedichte in verschiedenen isländischen Zeitschriften. Mehrere wurden übersetzt und erschienen 2006 in dem deutschen Literaturmagazin Die Horen.
Hallgerður Gísladóttir war mit dem Geologen Árni Hjartarson verheiratet. Mit ihm hatte sie drei Kinder: Sigríður (geb. 1975; gest. 1997), Guðlaugur Jón (geb. 1979) und Eldjárn (geb. 1983).

## Werke
- Hvað er á seyði? Eldhúsið fram á okkar daga. Þjóðminjasafn Íslands og Hallgerður Gísladóttir, Reykjavík 1987 (isländisch).
- Árni Hjartarson, Guðmundur J. Guðmundsson, Hallgerður Gísladóttir: Manngerðir hellar á Íslandi. Bókaútgáfa Menningarsjóðs, Reykjavík 1991, ISBN 9979-822-04-X (isländisch).
- Íslensk matarhefð. Mál og menning, Reykjavík 1999, ISBN 9979-3-1846-5 (isländisch).
- Árni Björnsson, Hallgerður Gísladóttir, Gísli Sigurðsson, Menningar Magnussen, Minningarsjóður Mette Magnussen: Dagamunur. Gerður Árna Björnssyni sextugum 16. janúar 1992. Menningar- og Minningarsjóður Mette Magnussen, Reykjavík 1992, OCLC 40536459 (isländisch).
- Hallgerður Gísladóttir, Freydís Kristjánsdóttir, Helgi Skúli Kjartansson: Lífið fyrr og nú. Stutt Íslandssaga. Námsgagnastofun, Reykjavík 2003, ISBN 9979-0-0748-6 (isländisch).
- Í ljós. Salka, Reykjavík 2004, ISBN 9979-768-26-6 (isländisch).
- Í eina saeng. Íslenskir brúdkaupssidir. Þjóðminjasafn Íslands, Reykjavik 2004, ISBN 9979-9507-8-1 (isländisch).
- Smárit Byggðasafns Skagfirðinga, Hallgerður Gísladóttir: Eldamennska í íslensku torfbæjunum (= Smárit Byggðasafns Skagfirðinga. Band 5). 2. Auflage. Byggðasafn Skagfirðinga, 2007 (isländisch, glaumbaer.is [PDF]).